# 1900
1900 (MCM) var ett undantaget normalår som började en måndag i den gregorianska kalendern och ett skottår som började en lördag i den julianska kalendern. Den julianska kalendern gick 12 dagar efter den gregorianska kalendern fram till och med den 28 februari (nya stilen: 12 mars) och 13 dagar efter från och med den 29 februari (nya stilen: 13 mars).

## Händelser

### Januari
- 1 januari – Kyrkorna i Stockholm fylls för att fira sekelskiftet, och i Slottskyrkan samlas Sveriges ledande skikt för midnattsmässa[1]. Man firar även på Skansen[2].
- 3 januari – 25-årige krigskorrespondenten Winston Churchill lyckas fly efter en månad som fånge hos boerna[3].

- 9 januari
  - Lorensbergs Cirkus i Göteborg brinner ner.
  - Fotbollsklubben SS.Lazio grundas på Piazza Della Libertá i Rom, Italien

- 14 januari
  - Giacomo Puccinis opera "Tosca" uruppförs vid Teatro Constantzi (numera Teatro dell'Opera di Roma) i Rom, Italien[1]
  - Christiania spårvägar tar sina sista hästspårvagnar ur bruk.[4]
- 16 januari – Det svenska Liberala samlingspartiet bildas med målet att införa allmän rösträtt. Sixten von Friesen är partiets främsta namn[2].

### Februari
- 9 februari – Den amerikanske studenten Dwight F. Davis donerar en 18 kilo tung silverpokal för tennisturneringen International Lawn Tennis Challenge[1].
- 22 februari – Hawaii blir ett territorium inom USA.
- 27 februari – Den tyska fotbollsklubben FC Bayern München grundas.
- 28 februari – Det brittiska Labourpartiet grundas i Storbritannien när fackföreningarnas kongress i London bildar "Labour Representation Committee"[1].

### Mars
- 4–5 mars – Den första budkavletävlingen på skidor genomförs mellan Bollnäs och Härnösand.
- 16 mars – På Kreta upptäcks ruinerna efter Knossos.
- 23 mars – Den brittiske arkeologen Arthur Evans börjar gräva ut Knossos på Kreta[3].
- 31 mars – Ett svenskt jordbruksdepartement inrättas[5]. Sveriges första jordbruksminister blir högermannen och godsägaren Theodor Odelberg.[2].

### April
- 14 april – En världsutställning öppnas i Paris, där kan man bland annat se den första rulltrappan[1].
- 27 april
  - Den danske regeringsledamoten Hugo Egmont Hørring tvingas avgå från sina poster som Danmarks statsminister, finansminister, justitieminister och minister för Island.
  - Kiruna grundas.

### Maj
- 7 maj – Sveriges riksdag beviljar anslag till byggandet av Bodens fästning[2], som en del av gränsförsvaret mot Ryssland.
- 11 maj – I USA vinner James J. Jeffries, USA mot Jim Corbett, USA på KO i 23:e ronden i kampen om världsmästartiteln i tungviktsboxning.[1]
- 16 maj – Massmordet på ångaren Prins Carl inträffar[5], varvid fyra personer dödas och åtta skadas av en sinnesförvirrad man (John Filip Nordlund) under färd på Mälaren.
- 17 maj
  - Brittiska armén befriar staden Mafikeng i Sydafrika under Boerkriget.
  - Den första lastautomobilen i Sverige provkörs mellan Göteborg och Kungsbacka och ägs av Göteborgs förenade bryggerier (Pripps).[1]
  - Massmordet ombord på ångaren Prins Carl inträffar.

- 20 maj
  - Olympiska spelen inleds i Paris.

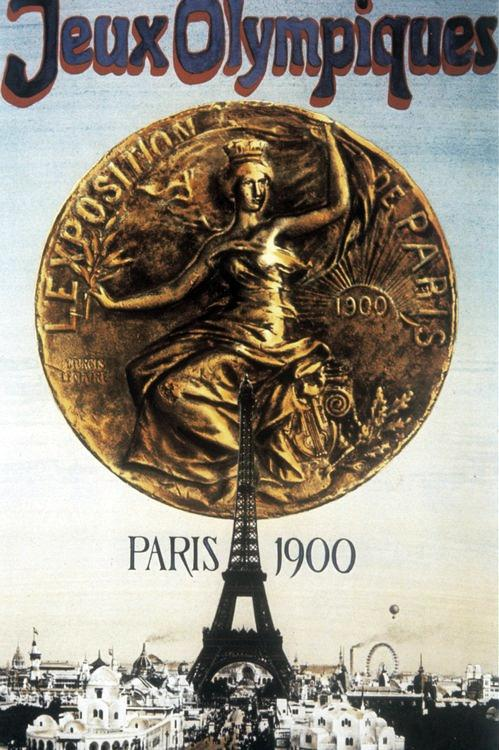
Olympiska spelen i Paris.

  - Hans Ludvig Lundgren (f. 1845) dog, till följd av ett meteoritnedslag i Kvavisträsk.[6]
- 24 maj–28 september – Amerikanska skickar soldater till Kina för att skydda utlänningar under Boxarupproret[7].

- 31 maj

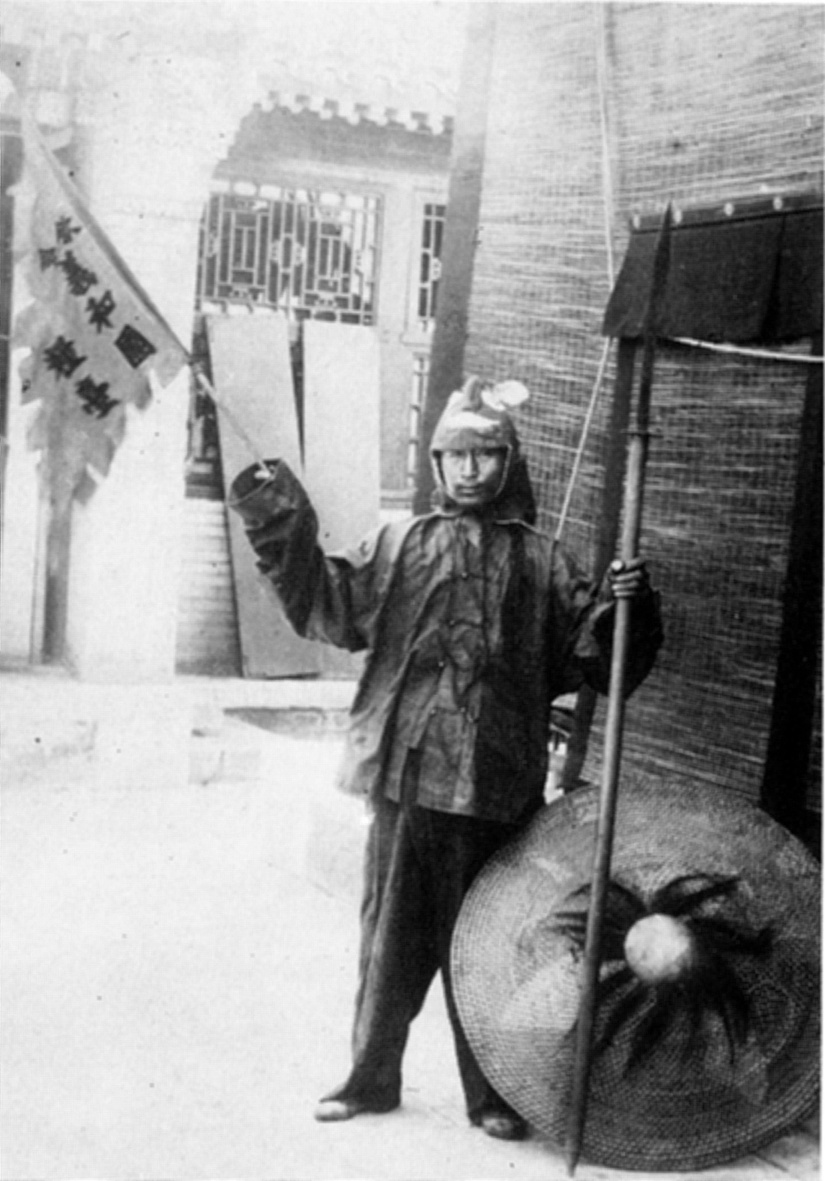
Boxarupproret i Kina.

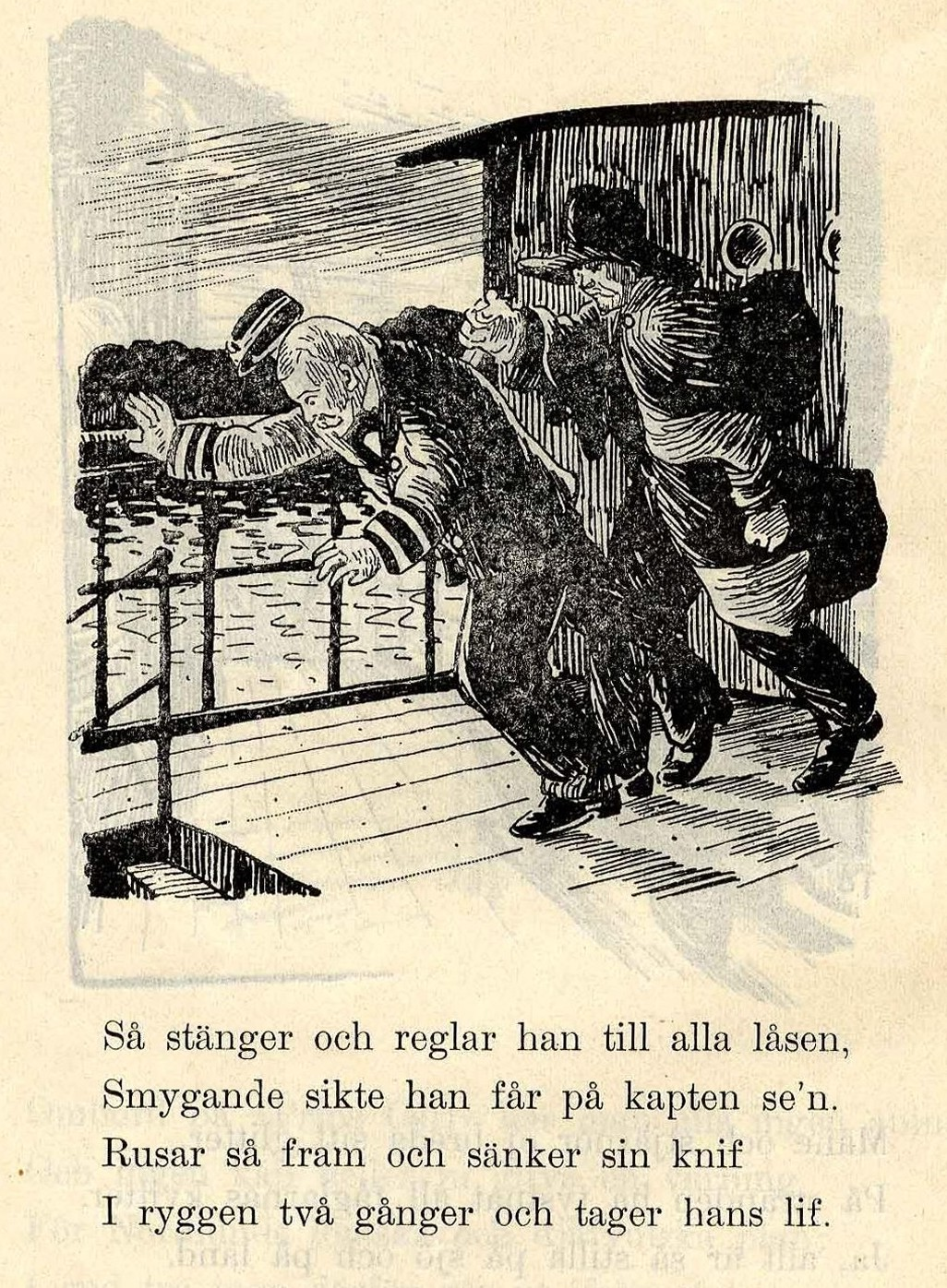
Massmordet på ångaren Prins Carl

  - Under andra boerkriget intar brittiska soldater Johannesburg och boerna retirerar mot Pretoria[1].
  - Boxarupproret bryter ut i Kina.
  - Bokhållaren Carl Oscar Henning Forslund blir Sveriges förste person att dömas för fortkörning[8].

### Juni
- 19 juni – Theodore Roosevelt blir nominerad till USA:s vicepresident.
- 20 juni – Under Boxarupproret i Kina, riktad mot europeiska staters inflytande, mördar medlemmar i Boxarsällskapet Tysklands ambassadör Clemens von Kettlerer på öppen gata i Peking[1], andra europeiska staters beskickningar belägras[3].
- 24 juni – Boxarna förstör utländska ambassader i Kina.

### Juli
- 1 juli – Zeppelinaren gör sin jungfruresa i Tyskland.
- 2 juli – Ferdinand von Zeppelin gör med sitt styrbara luftskepp "LZ 1" i Tyskland den första uppstigningen till 400 meters höjd[1]. Arbetet har tagit 26 år, och luftskeppet är 128 meter långt[3]. Uppstigningen görs från Bodensjön[9].
- 13 juli – Hålahults sanatorium i Närke invigs av kung Oscar II. Hålahult var det första jubileumssanatoriet.
- 14 juli – I Paris öppnas de 2:a moderna olympiska spelen, och för första gången deltar kvinnor[1].
- 15 juli – Socialdemokraterna inleder sin fjärde kongress i Malmö. Partiet har omkring 40 000 medlemmar[1].
- 16 juli – Vid olympiska spelen i Paris vinner ett kombinerat svensk-danskt lag guld i dragkamp. Ernst Fast, Sverige tar brons i maraton[2].
- 19 juli
  - LO:s andra kongress hålls i Malmö. Härvid beslutas att kollektivanslutning till Socialdemokraterna skall ske frivilligt för varje förening[5].
  - Paris tunnelbana öppnar[3].
- 29 juli – Den unge anarkisten Gaetano Bresci lönnmördar Umberto I av Italien genom att skjuta honom i Monza[1].

### Augusti
- 2 augusti – Attentat mot shahen av Persien i Paris[10].
- 13 augusti – SS Deutschland III vinner det blåa bandet som det snabbaste atlantfartyget.
- 14 augusti – Allierade trupper intar Peking i Kina.
- 17 augusti – Brittiska och franska soldater intar Peking och befriar de av boxarna belägrade européerna, massaker begås mot upprorsmännen[3].
- 28 augusti – Göteborg eldhärjas varvid flera kvarter i stadsdelen Hultmans holme ödeläggs[5].

### September
- September – Sveriges befolkning uppnår fem miljoner[11].
- 4 september – Helsingfors spårvägar får elspårvagnar.[12]
- 8 september
  - Pest i Glasgow i Skottland föranleder stränga smittskyddsbestämmelser i Sverige med åtgärder för att minska antalet råttor[5].
  - Galveston, Texas drabbas av en orkan och följande flodvåg, varvid ca 6 000 invånare omkommer.
- 9 september – Kullens fyr, den sjätte i ordningen på samma plats, invigs. Arkitekt var Magnus Dahlander. Inuti roterar 1:a ordningens Fresnel-linser.
- 12 september – Erik Gustaf Boström, knuten till konservativa Nya lantmannapartiet, avgår som Sveriges statsminister av personliga skäl och efterträds av partilöse Fredrik von Otter, även kallad "kungens man"[1].
- 19 september – Den fransk-judiske officeren Alfred Dreyfus benådas.
- 25 september–24 oktober  – Conservative Party i allians med Liberal Unionist Party vinner parlamentsvalet i Storbritannien.
- 27 september – John Filip Nordlund döms till döden för massmordet ombord på ångaren Prins Carl.

### Oktober
- Oktober
  - De svenska skulptörerna Carl Eldh och Carl Milles får båda pris vid världsutställningen i Paris[3].
  - I den första filmen med synkroniserat ljud läser Sarah Bernhardt en bit ur Hamlet[3].
- 11 oktober – Svensk premiär för boxning inför publik på Tivoli i Malmö[3].
- 14 oktober – Sigmund Freud publicerar boken Drömtydning[3].
- 26 oktober – Storbritannien annekterar Transvaal i Sydafrika.

### November

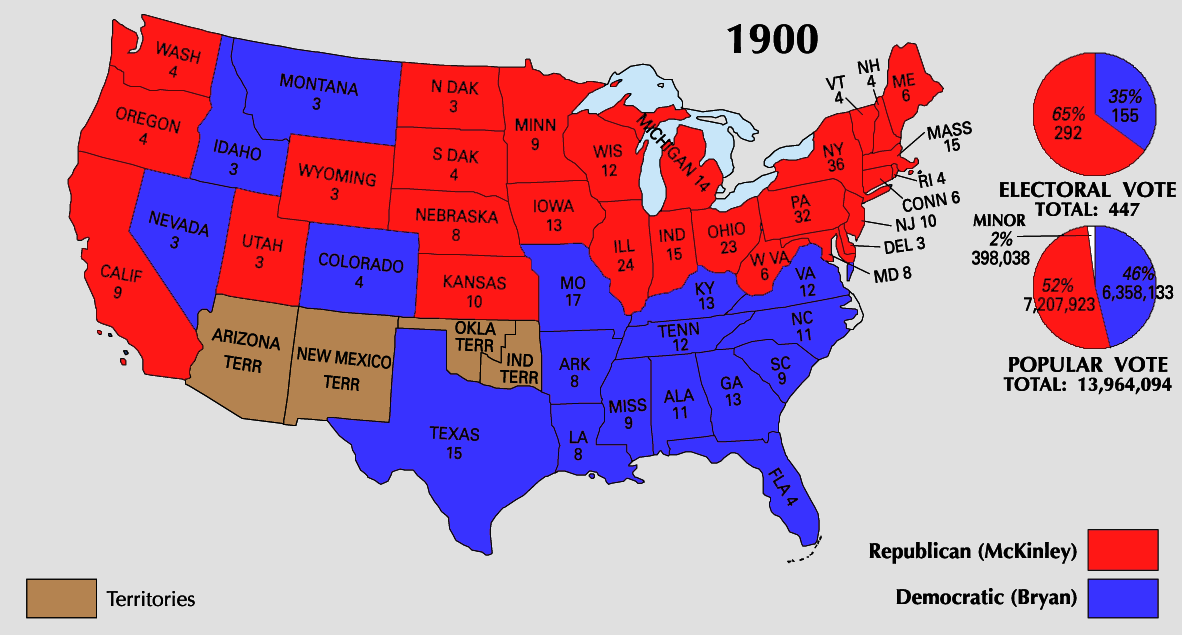
Presidentval i USA.

- 6 november – Republikanen William McKinley besegrar demokraten William Jennings Bryan vid presidentvalet i USA.
- 9 november – Ryssland fullbordar annekteringen av Manchuriet.
- 30 november – Författaren Oscar Wilde dör i exil i Frankrike.

### December
- December – Antalet bordeller i Montmartre i Paris uppgår till 127[1].
- 1 december – Sveriges folkmängd uppgår till 5 136 441 människor. 55 % av befolkningen lever av jordbruk och fiske.[2].
- 3 december – Brand i Borlänge förstör stora delar av staden[2].
- 7 december – En ny normalplan för svenska folkskolan antas[13].
- 9 december – Den svenska författaren Ellen Key ger ut boken Barnets århundrade, vilken blir en milstolpe inom 1900-talets pedagogik och barnuppfostran[1].
- 10 december – 25-årige John Filip Nordlund avrättas på fängelsegården i Västerås för att i maj ha begått ett massmord på ångbåten Prins Carl, och han ber en bön och sjunger en psalm innan han lägger huvudet på stupstocken[1]. Avrättningen är den näst sista i Sverige och den sista med handbila.
- 14 december – Max Planck presenterar sin kvantterori[9].
- 15 december – Svenska Aeronautiska Sällskapet (SAS) grundas på restaurang Riche i Stockholm.
- 31 december – Vid nyårsfirandet på Skansen läses Nyårsklockan av Lambert Lindblad.

### Okänt datum
- Sigmund Freuds psykoanalytiska teori läggs fram i "Drömtydning"[9].
- En lag som reglerar kvinnors och barns arbete i den svenska industrin antas. Pojkar under 14 år och kvinnor får inte arbeta under jord.
- Sveriges riksdag antar med siffrorna 212–149 förslaget att bygga Bodens fästning och därmed kan den påbörjas.
- Wallenbergsföretaget SDR Telefon AB får koncession på utbyggnaden av Moskvas och Warszawas telefonnät.
- Lars Magnus Ericsson drar sig tillbaka från Telefonaktiebolaget LM Ericsson.
- Då samtrafiksavtalet mellan Telegrafverket och Stockholms Allmänna Telefonaktiebolag (SAT) går ut meddelar Telegrafverket, att man önskar köpa SAT. Riksdagen avstyr dock det hela, eftersom de anser priset (13 miljoner kronor) vara för högt och att samtrafiken fungerar bra.
- Boken Trollkarlen från Oz av L. Frank Baum publiceras.
- I USA utexamineras vid denna tid 10% av 17-åringarna från high school och de flesta kommer från rika hem.
- Kring den här tiden börjar brist på hemhjäp uppstå i Norge.[14]
- I Sverige börjar Hanna Grönvall arbeta som tjänsteflicka, vilket senare kommer att sätta prägel på hennes politiska karriär.
- Antalet pigor i Sverige uppgår till 140 000.[15]
- I Köpenhamn fanns omkring detta år cirka 24 000 tjänsteflickor.[16]
- Födelsetalet i Sverige uppgår till 138 139[5].
- Högst beskattad i Stockholm är grosshandlare O Francke med 128 772 SEK.
- Svenska skulptörerna Carl Eldh och Carl Milles belönas på Parisutställningen[5].
- Munkfors har över 4 500 invånare, och järnbruket är största arbetsgivaren[17].
- Ingenjör Harold Håkansson bygger om sin hästdroska till eldriven bil som demonstreras på Stockholms idrottspark och får stor uppmärksamhet innan den säljs till Berlin[18].
- Kata Dahlström blir medlem av SAP:s verkställande utskott[19].

## Födda

### Första kvartalet

#### Januari
- 1 januari
  - Xavier Cugat, spansk-kubansk-amerikansk orkesterledare. (död 1990)
  - Chiune Sugihara, japansk diplomat. (död 1986)
- 2 januari
  - William Haines, amerikansk skådespelare. (död 1973)
  - Helge Lunde, norsk regissör, manusförfattare, producent och produktionsledare. (död 1987)
- 3 januari – Maurice Jaubert, fransk kompositör. (död 1940)
- 4 januari – James Bond, amerikansk ornitolog. (död 1989)
- 5 januari – Yves Tanguy, franskfödd amerikansk surrealistisk målare. (död 1955)
- 21 januari – Elof Ahrle, svensk regissör och skådespelare. (död 1965)
- 22 januari – Ernst Busch, tysk skådespelare, sångare och regissör. (död 1980)
- 27 januari – Hyman G. Rickover, amerikansk sjömilitär. (död 1986)
- 31 januari – Georg Skarstedt, svensk skådespelare. (död 1976)

#### Februari
- 4 februari
  - Vincent R. Impellitteri, amerikansk politiker, New Yorks borgmästare 1950–1953. (död 1987)
  - Jacques Prévert, fransk poet. (död 1977)
- 5 februari
  - Nils Idström, svensk skådespelare, författare och manusförfattare. (död 1966)
  - Adlai Stevenson, amerikansk politiker. (död 1965)
- 6 februari – Rudolf Värnlund, svensk författare, dramatiker och manusförfattare. (död 1945)
- 11 februari – Hans-Georg Gadamer, tysk filosof. (död 2002)
- 22 februari – Luis Buñuel, spansk filmregissör. (död 1983)
- 26 februari – Hugo Ahlbom, svensk läkare. (död 1952)

#### Mars
- 1 mars – Ernst Alm, svensk längdåkare, segrare i det första Vasaloppet 1922. (död 1980)
- 2 mars – Kurt Weill, tysk-amerikansk kompositör. (död 1950)
- 3 mars
  - Edna Best, brittisk skådespelare. (död 1974)
  - Fritz Rotter, österrikisk sångtextförfattare, manusförfattare och kompositör. (död 1984)
  - Heinrich Willi, schweizisk barnläkare. (död 1971)
- 9 mars – Aimone av Aosta, italiensk prins, titulärkung av Kroatien. (död 1948)
- 13 mars
  - Georg Funkquist, svensk skådespelare. (död 1986)
  - Giorgos Seferis, grekisk poet, nobelpristagare. (död 1971)
- 18 mars – Erik Lundegård, svensk kåsör känd under signaturen "Eld" i DN[5]. (död 1982)
- 19 mars – Frédéric Joliot, fransk kemist, nobelpristagare. (död 1958)
- 26 mars – Angela Autsch, tysk nunna känd som "Auschwitz ängel". (död 1944)

### Andra kvartalet

#### April
- 1 april – Folke Algotsson, svensk tecknare och skådespelare. (död 1966)
- 5 april – Spencer Tracy, amerikansk skådespelare. (död 1967)
- 11 april – Kai Normann Andersen, dansk kompositör och pianist som har spelat filmmusik. (död 1967)
- 14 april – Harry Ahlin, svensk skådespelare. (död 1969)
- 25 april
  - Wolfgang Pauli, österrikisk fysiker, nobelpristagare. (död 1958)
  - Elsa Wallin, svensk operettsångare och skådespelare. (död 1980)
  - Anders Boman, svensk skådespelare och biografdirektör. (död 1946)

#### Maj
- 11 maj – Norris Cotton, amerikansk republikansk politiker. (död 1989)
- 13 maj – Karl Wolff, tysk SS-officer. (död 1984)
- 17 maj – Ruhollah Khomeini, iransk religiös ledare. (död 1989)
- 18 maj – Kenneth Keating, amerikansk republikansk politiker och diplomat. (död 1975)
- 22 maj – Brita Öberg, svensk skådespelare. (död 1969)
- 23 maj – Hans Frank, tysk jurist och nazistisk politiker. (död 1946)
- 26 maj – Karin Juel, svensk sångerska och författare[5]. (död 1976)
- 28 maj – Heinrich Müller, tysk SS-officer, chef för Gestapo. (död 1945)
- 29 maj – Nils Jacobsson, svensk skådespelare. (död 1981)
- 30 maj – Curt Siwers, svensk skådespelare. (död 1982)

#### Juni
- 5 juni – Dennis Gabor, ungersk-brittisk fysiker, hologrammets skapare, nobelpristagare. (död 1979)
- 11 juni
  - Walter Ljungquist, svensk författare och manusförfattare. (död 1974)
  - Jules Sylvain, "Stig Hansson", svensk kompositör, manusförfattare och musiker[5]. (död 1968)
- 15 juni – Nils B. Hansson, svensk länsjägmästare och politiker (folkpartist). (död 1983)
- 17 juni – Martin Bormann, tysk nazistisk politiker. (död 1945)
- 23 juni
  - Vera Steadman, amerikansk stumfilmsskådespelare. (död 1966)
  - John R. Steelman, amerikansk statstjänsteman, konsult och publicist. (död 1999)
- 25 juni – Louis Mountbatten, brittisk sjömilitär. (död 1979)
- 29 juni – Antoine de Saint-Exupéry, fransk författare. (död 1944)

### Tredje kvartalet

#### Juli
- 6 juli – Einar Malm, svensk författare och manusförfattare. (död 1988)
- 13 juli – Teresa de Los Andes, chilensk karmelitnunna, helgon. (död 1920)
- 16 juli – Sölve Cederstrand, svensk journalist, manusförfattare och regissör. (död 1954)
- 19 juli – Arno Breker, tysk skulptör. (död 1991)
- 24 juli – Zelda Fitzgerald, amerikansk författare. (död 1948)
- 29 juli – Eyvind Johnson, svensk författare, nobelpristagare i litteratur[5]. (död 1976)

#### Augusti
- 4 augusti – Elizabeth Bowes-Lyon, drottning av Storbritannien 1936–1952 (gift med Georg VI). (död 2002)
- 8 augusti – Tor Bergström, svensk sångtextförfattare, manusförfattare och kompositör. (död 1981)
- 23 augusti – Ernst Krenek, österrikisk kompositör. (död 1991)
- 24 augusti – Leonardo Conti, tysk nazistisk politiker, läkare, SS-Obergruppenführer. (död 1945)
- 25 augusti – Hans Krebs, tysk-brittisk läkare, nobelpristagare. (död 1981)

#### September
- 3 september – Urho Kekkonen, finländsk politiker, president 1956–1981. (död 1986)
- 6 september – Vălko Tjervenkov, bulgarisk politiker. (död 1980)
- 8 september – Claude Pepper, amerikansk demokratisk politiker. (död 1989)
- 10 september – Nils Theodor Larsson, svensk civilekonom och politiker (centerpartist). (död 1987)
- 17 september – Charles L. Terry, amerikansk demokratisk politiker och jurist, guvernör i Delaware 1965–1969. (död 1970)
- 23 september – Gustaf Nilsson, svensk politiker. (död 1977)
- 26 september – Helga Görlin, svensk hovsångerska (sopran). (död 1993)
- 29 september – Folke Rydberg, svensk sångare (andre bas). (död 1969)

### Fjärde kvartalet

#### Oktober
- 1 oktober – Gunnar Hedlund, svensk politiker, ordförande i Bondeförbundet/Centerpartiet, Sveriges inrikesminister 1951–1957[5]. (död 1989)
- 5 oktober – Hilding Agrell, svensk bergsingenjör och företagsledare. (död 1996)
- 7 oktober – Heinrich Himmler, tysk nazistisk politiker, Reichsführer-SS. (död 1945)
- 10 oktober
  - Helen Hayes, amerikansk skådespelare. (död 1993)
  - Wilhelm Rediess, tysk SS-officer. (död 1945)
- 16 oktober – Primo Conti, italiensk målare, futurist. (död 1988)
- 17 oktober – Jean Arthur, amerikansk skådespelare. (död 1991)
- 20 oktober – Ismail al-Azhari, Sudans president 1965–1969. (död 1969)
- 26 oktober – Karin Boye, svensk författare[5]. (död 1941)
- 28 oktober – Antti Aho, finländsk författare och översättare. (död 1960)

#### November
- 1 november – Rut Holm, svensk skådespelare och sångerska. (död 1971)
- 3 november
  - Adolf Dassler, tysk skotillverkare, grundare av Adidas. (död 1978)
  - Märta Reiners, svensk operasångerska. (död 1987)
- 7 november – Acharya N.G. Ranga, indisk politiker. (död 1995)
- 8 november
  - Charlie Paddock, amerikansk sprinter. (död 1943)
  - Margaret Mitchell, amerikansk författare. (död 1949)
- 10 november – Tore Lindwall, svensk skådespelare. (död 1980)
- 11 november – Hugh Scott, amerikansk republikansk politiker, senator 1959–1977. (död 1994)
- 14 november
  - Aaron Copland, amerikansk kompositör. (död 1990)
  - Hanny Schedin, svensk skådespelare. (död 1976)
- 18 november – Artur von Schmalensee, svensk arkitekt. (död 1972)
- 21 november
  - Humbert Achamer-Pifrader, tysk SS-officer. (död 1945)
  - Alice Calhoun, amerikansk skådespelare. (död 1966)
- 24 november – Nils Söderman, svensk kapellmästare, kompositör och pianist. (död 1972)
- 25 november – Rudolf Höss, tysk SS-officer, kommendant i Auschwitz. (död 1947)
- 27 november – Erwin Schulz, tysk SS-officer, dömd krigsförbrytare. (död 1981)

#### December
- 6 december – Agnes Moorehead, amerikansk skådespelare. (död 1974)
- 8 december – Gillis Blom, svensk skådespelare. (död 1970)
- 27 december – Hans Stuck, österrikisk racerförare. (död 1976)
- 29 december – Sten Åkesson, svensk lantbrukare och politiker (fp). (död 1971)
- 31 december – Juan Tizol, amerikansk jazztrombonist och kompositör. (död 1984)

## Avlidna

### Första kvartalet

#### Januari
- 22 januari – John P. Stockton, 73, amerikansk demokratisk politiker och diplomat, senator 1865–1866 och 1869–1875.
- 28 januari – Hanns Bruno Geinitz, 85, tysk geolog, mineralog och paleontolog.
- 29 januari – Reinhold Baumstark, 68, tysk politiker och litteraturhistoriker.
- 30 januari – Vittorio Bersezio, 71, italiensk författare och politiker.
- 31 januari – John Douglas, 9:e markis av Queensberry, 55, brittisk politiker.

#### Februari
- 2 februari – Anton Niklas Sundberg, 81, svensk ärkebiskop sedan 1870.
- 6 februari – Sir William Wilson Hunter, 59, brittisk statistiker och historieskrivare.
- 26 februari – Elof Tegnér, 55, svensk biblioteksman och historiker.

#### Mars
- 6 mars
  - Gottlieb Daimler, 65, tysk ingenjör, konstruktör och industriman som 1899 skapade 4-cylindersmotorn[1].
  - Alfred C. Harmer, 74, amerikansk republikansk politiker, kongressledamot 1871–1875 och 1877–1900.
- 28 mars – Vincent Benedetti, 82, fransk greve och diplomat.

### Andra kvartalet

#### April
- 2 april – Gustaf Åkerhielm, 66, svensk politiker, friherre och godsägare, Sveriges statsminister 1889–1891.

#### Maj
- 12 maj – Göran Fredrik Göransson, 81, svensk industriman, grundare av Sandvik AB.
- 22 maj – Nathaniel P. Hill, 68, amerikansk republikansk politiker, senator 1879–1885.

#### Juni
- 12 juni – Jean Frédéric Frenet, 84, fransk matematiker.
- 20 juni – Albert Lundblad, 64, svensk jurist och riksdagsman.

### Tredje kvartalet

#### Juli
- 14 juli – John H. Gear, 75, amerikansk republikansk politiker, senator 1895–1900.
- 22 juli – Elias Carr, 61, amerikansk demokratisk politiker, guvernör i North Carolina 1893–1897.
- 29 juli – Umberto I, 56, kung av Italien 1878–1900, mördad.

#### Augusti
- 4 augusti – Jacob Dolson Cox, 71, amerikansk republikansk politiker och general.
- 5 augusti – Luke Pryor, 80, amerikansk politiker.
- 16 augusti – John James Ingalls, 66, amerikansk republikansk politiker, senator 1873–1891.
- 25 augusti – Friedrich Nietzsche, 55, tysk lingvist och filosof (död i Weimar)[1].
- 26 augusti – John Miller Adye, 80, brittisk general.

#### September
- 26 september – George Franklin Drew, 73, amerikansk demokratisk politiker, guvernör i Florida 1877–1881.

### Fjärde kvartalet

#### Oktober
- 20 oktober – Naim Frashëri, 54, albansk poet.
- 22 oktober – John Sherman, 77, amerikansk politiker.
- 28 oktober – Friedrich Max Müller, 76, tysk orientalist.

#### November
- 2 november – William Lafayette Strong, 73, amerikansk republikansk politiker, borgmästare i New York 1895–1897.
- 10 november – Armand David, 74, fransk naturforskare.
- 11 november – Hector Leroux, 70, fransk målare.
- 12 november – Henry Villard, 65, amerikansk affärsman.
- 15 november – Adolf Pichler, 81, österrikisk författare och geolog.
- 16 november – George A. Ramsdell, 66, amerikansk republikansk politiker, guvernör i New Hampshire 1897–1899.
- 18 november – Ernst Eckstein, 55, tysk författare.
- 22 november
  - Harald Molander, 42, svensk författare och teaterregissör.
  - Arthur Sullivan, 58, brittisk kompositör.
- 24 november – Rudolf Piefke, 65, tysk militärmusiker och kompositör.
- 25 november – Willibald Beyschlag, 77, tysk teolog.
- 27 november – Cushman K. Davis, 62, amerikansk republikansk politiker, senator 1887–1900.
- 30 november
  - Tycho Mommsen, 81, tysk filolog.
  - Oscar Wilde, 46, irländsk författare.

#### December
- 9 december – John L.M. Irby, 46, amerikansk demokratisk politiker, senator 1891–1897.
- 10 december – Johan Filip Nordlund, 25, svensk massmördare.
- 21 december – Roger Wolcott, 53, amerikansk republikansk politiker, guvernör i Massachusetts 1897–1900.
- 27 december – William George Armstrong, 90, brittisk ingenjör.
- 28 december – Alexandre de Serpa Pinto, 54, portugisisk upptäcktsresande.
- 31 december – Hannibal Goodwin, 78, amerikansk präst och fotograf.

### Fotnoter
1. 1 2 3 4 5 6 7 8 9 10 11 12 13 14 15 16 17 18 19  20:e århundrades När Var Hur – 1900, Bernt Himmelstedt, Forum, 1999
2. 1 2 3 4 5 6 7  Sverige 1900-talet – 1900, NE, Bra Böcker, 2000
3. 1 2 3 4 5 6 7 8 9 10  100 år med Aftonbladet – 1900, 1999
4. ↑  ”Svenska Spårvägssällskapet”. http://www.sparvagssallskapet.se/atlas/system.php?id=95. Läst 3 april 2011.
5. 1 2 3 4 5 6 7 8 9 10 11 12 13  Hundra år i Sverige – 1900, Hans Dahlberg, Albert Bonniers, 1999
6. ↑  Ludwik Liszka (2008). ”Listening to meteors”. Institutet för rymdfysik. http://documents.irf.se/get_document.php?group=Administration&docid=943.
7. ↑  ”USA:s militära insatser i utlandet 1798-2004”. Arkiverad från originalet den 12 oktober 2011. https://www.webcitation.org/62NCLaa95?url=http://www.history.navy.mil/library/online/forces.htm.
8. ↑  ”100 år med Aftonbladet”. http://wwwc.aftonbladet.se/special/1900/00/bil.html. – Sverige rullar in i 1900-talet, 1999
9. 1 2 3  Faktakalendern 2000 – 1901 (Utlandet), Semic, 1999
10. ↑  100 år med Aftonbladet – Bomber och terror får världen att huka, 1999
11. ↑  Faktakalendern 2000 – 1900 (Sverige), 1999
12. ↑  ”Svenska Spårvägssällskapet”. http://www.sparvagssallskapet.se/atlas/system.php?id=63. Läst 3 april 2011.
13. ↑  ”Normalplan för undervisningen i folkskolor och småskolor”. https://runeberg.org/skolplan/1900/.
14. ↑  Billedsamlingen, UB: Tjeneryrket var lenge det vanligste kvinneyrket
15. ↑  Anna Larsdotter (22 maj 2009). ”Pigornas slit”. Populär historia. http://www.popularhistoria.se/artiklar/pigornas-slit/. Läst 26 juli 2011.
16. ↑  ”Plads till os alle”. Arkiverad från originalet den 13 januari 2012. https://web.archive.org/web/20120113100545/http://www.pladstilosalle.dk/detlange/kvinde4/. Läst 26 september 2011.
17. ↑  Sverige 1900-talet – Bruket dominerade Munkfors utveckling, NE, Bra Böcker, 2000
18. ↑  75 år Sverige, Carl-Adam Nycop, Bokförlaget Bra böcker, 1976, sidan 11 - Stockholm fick "kunglig" taxibil
19. ↑  75 år Sverige, Carl-Adam Nycop, Bokförlaget Bra böcker, 1976, sidan 11 - Kata agiterar